# 정경모
정경모(鄭敬謨, 1924년 7월 11일~2021년 2월 16일)는 대한민국의 통일운동가이자 정치평론가, 저술가이다.  1970년 박정희 대통령의 독재에 반발하여 일본으로 망명, 한국의 민주화운동과 통일운동에 진력한다.  1989년 문익환 목사와 평양 방문을 결행하여 북한의 조국평화통일위원회 허담 위원장과 함께 4·2공동성명을 발표하였다. 이는 2000년 6·15 남북 공동성명의 초석으로 평가받는다.

## 생애
1919년 삼일운동 이전 정경모의 부친 정인환 장로는 영등포에 개척교회를 운영하면서 '홍화유치원'을 설립하였고 아들 정경모가 여기서 수학한다. 이후 정인환은 개척교회를 그만두고 큰 독이나 항아리 같은 것을 만들어 파는 사업을 시작하였는데 을축년 홍수의 수해구제로 받은 자금을 기반으로 '영등포 토기조합'을 조직, 공장을 증설하여 조선 전역을 판로로 삼는다.  시간이 지나 일본의 공업시설이 영등포 지역으로 몰려들면서 지역의 토지 가격이 급상승한 덕에 부동산 거래로 상당한 재산을 모았다. 정인환은 이 자금으로 영등포에 최초의 영단주택단지를 조성하는데 주택을 200채 지어 '이백채마을'로 불렸고 이는 현재 영등포구에 위치한 '이백채길' 명칭의 유래이다. 하지만 영단주택의 개념이 미흡한 당시 입주자 대부분이 집세를 내지 않아 사업은 실패하고 집안은 어려워진다.
정경모는 지역에서 소학교를 마치고 중학교 진학을 고민하던 중, 그때까지 신사참배를 거부하던 평양의 숭실중학교에 지원하려 하였으나 연고지 관계로 포기하고 경성부 경기공립중학교에 입학한다. 이때 민족주의 신학자인 김교신 선생한테 수학한다. 교련 점수가 낙제점으로 졸업 후 조선에서 대학교 진학이 어려워 도일, 1년간 재수 끝에 게이오대 의학부에 합격하였다. 의학부를 선택한 이유는 1942년부터 의학부, 이공학부에 한 해 군입대를 면제해 주었기 때문이다. 게이오대 수학 당시 학교 인근 요코하마시 히요시에 위치한 민가에서 하숙하였는데 동갑인 주인집 외동딸과 가족처럼 지냈다. 전쟁 말기 토쿄 대공습을 피해 단신 귀국하면서 하숙집 모녀에게 전쟁이 끝나면 반드시 돌아오겠다고 약속한다.  해방 후 서울대학교 의학부에 편입한다. 당시에는 일본 의과대학 재학중인 자는 한국  의과대학으로 편입이 허용되었다. 서울의대 재학 중 해부학교실 라세진 교수에 끌려 해부학에 심취하지만 조선을 해방시켜 준 미국을 동경하여 1947년 의학공부를 중단하고 이승만 장학금을 받아 미국 유학길에 오른다. 떠나기 전 경교장에 머물던 김구 선생을 알현한다.  1950년 미국 에모리대학 문리학부를 졸업하고 동대학원 화학과로 진학한다.
1950년 6월 25일 한국전쟁이 발발하자 당시 주미대사 장면의 요청으로 토쿄에 위치한 맥아더 사령부에 통역관으로 지원하여 문익환, 박형규 목사 등과 함께 미국 국무성 직원 자격으로 근무하게 된다. 1951년 7월  과거 게이오대를 다닐 때 하숙했던 집의 딸인 지요코와 재회하여 문익환 목사의 주례로 결혼한다. 결혼 후 부인은 한국 국적을 취득했지만 일본 여성과의 결혼을 보고받은 이승만은 장학금을 끊는다. 1951년 10월 판문점에서 휴전 회담이 시작되면서 이듬해 초부터 판문점에 통역관으로 파견되어 정전 협정에 이르는 역사적인 과정을 목도하게 된다.
1956년 사상이 불온하다는 이유로 미군으로부터 기피인물로 지목 받아 해직 당한다. 따라서 미국 비자 발급이 불가해져 에모리 대학에서 학업을 이어갈 계획은 무산되고 자리가 잡히면 부인과 큰아들을 불러들일 계획으로 혼자 한국으로 귀국한다. 이후 서울에서 노모와 함께 셋방살이를 하며 대학 시간강사나 이 회사 저 회사의 임시직원으로 전전하는 어려운 생활을 하다가 1969년 울산에 석유화학단지 건설이 시작될 무렵 기술고문으로 상공부에서 근무하였다. 당시에는 일본과는 정식교류가 없었기에 일본에 거주하는 부인과는 수삼년에 한번 사흘간의 통과비자를 얻어야만 겨우 만날 수 있었다. 도일날과 귀국날을 제외하면 일본 집에는 하루 정도만 체류할 수 있었다.
1970년 9월 박정희 대통령의 독재에 반발하여 처음으로 6개월 짜리 여권을 발급받아 일본으로 간다. 여권 만료 기한이 지난 후 일본에서 불법체류자로 지내다 자주 투고하던 아사히 신문사가 신원을 보증해주는 조건으로 일본에서는 망명에 해당하는 ‘특별재류허가’를 취득하였다. 이후 한국의 민주화와 통일운동에 진력한다.
1972년 10월 유신이 선포될 무렵 일본에 체류 중이던 김대중 당시 신민당 국회의원을 토쿄에서 만나 교유한다. 둘은 갑자생 동갑내기다. 1973년 8월 8일 벌어진 이른바 김대중 납치사건 때 일본에서 적극적인 구명활동을 벌인다. 당시 일본의 대표적인 시사비평지인 '世界 [세카이]'는 납치사건이 벌어진 당일판을 마침 한국특집으로 꾸몄는데 정경모가 기고한 ‘한국 제2의 해방과 일본의 민주화’와 납치 직전 이뤄진 김대중과 세카이 편집장 야스에와의 대담문 ‘한국 민주화에의 길 ‘이 실리면서, 납치사건과 연관되어 잡지가 전무후무하게 100만부 이상 팔리며 일본 사회에 큰 반향을 일으킨다. 이에 일본 지식인들이 김대중 구출운동을 위해 ‘일한연대연합’이라는 단체까지 조직하였다.  1973년 '한국 민주회복 통일촉진국민회의 [한민통]' 결성에 참여하고 '민족시보'에서 주필로 일하면서 한일 지식인, 정치인들과 함께 김대중 사건 해결과 김지하 석방 운동을 벌였다. 또한 영문으로 '코리아 뉴스레터'를 펴내 외신 기자와 외교관들에게 한국 정세를 알렸다. 1979년 토쿄에 '씨알어학숙'이라는 글방을 개설하여 한국어와 한국사 강좌를 시행하였다. 1980년 5월 광주항쟁 당시 성명서를 발표하고 시위를 전개하였고 '한국민주 통일연합 [한통련]' 활동에 참여하였다. 1980년대 초 정경모가 일본에서 발행한 '씨알의 힘'에는 한국과 일본의 진보적 지식인들의 정치평론 글들도 다수 게재되었지만 황석영의 ‘한씨연대기’나 송기숙, 현기영의 소설같은 한국문학도 일본어로 번역되어 게재되었다. 특히 1983년 6월 여운형, 김구, 장준하 세 선각자가 만나서 대화를 나눈다는 일종의 픽션집인 ‘雲上經綸問答 [운상경륜문답]'이 정경모 작으로 실렸는데, 이 내용이 한국에서 '찢겨진 산하'라는 제목의 해적판으로 번역, 출간되어 당시 대학생들 사이에 큰 반향을 일으킨다.  '씨알의 힘'은 1991년부터 '씨알 粒'로 이름을 바꿔 2004년까지 발간되었다.
1989년 문익환 목사와 함께 평양 방문을 결행하여 북한의 조국평화통일위원회 허담 위원장과 9개 항의 공동성명을 발표한다. 이것이 문익환-허담의 4.2 공동성명으로 정경모는 성명문의 작성을 주도한다.  4.2 공동성명을 통해 북한은 점진적 혹은 단계적 연방제로의 통일 방식도 수용할 의사가 있음을 내비쳤으며 이어 1991년 김일성 주석은 외교와 국방권을 일정 기간 지역 정부에 위임하고 점차로 이를 중앙 정부에 귀속시키는 단계적인 연방제를 정식으로 협의할 용의가 있음을 밝힌다.  따라서 4.2 공동성명은 북한의 완고한 연방제 통일안을 완화토록 한 최초의 합의서이며 이는 2000년 남북 정상이 조인한  6·15 남북 공동성명의 선행단계로서의 역할을 한 것으로 평가받고 있다.
1992년 9월 재독음악가 윤이상 선생의 초청을 받아 독일 베를린에서 열린 '민족 문제 강연회’에 참석하였다. 1995년 7월 평양 금수산기념궁전에서 열린 김일성 주석 1주기 추모식에 문익환 목사의 부인 박용길 장로와 함께 참석하여 김정일 위원장을 접견하였다. 국민의 정부시절인 2001년 문익환목사 기념사업회가 수여하는 제6회 '늦봄통일상' 수상자로 선정되었으나 이전 국가보안법 위반을 이유로 한국 정부에 의해 귀국이 불허되어 김대중 전 대통령에게는 매우 섭섭한 마음을 가지고 있다고 한다. 2003년 참여정부 시절에도 정부가 예산을 지원하는 민주화운동 기념사업회가 해외 민주인사 초청행사를 열어 정경모를 초청하였으나, 주일 한국영사관 면접에서 과거 평양에 간 것은 실정법을 어긴 범죄였음을 인정하는 일종의 자수서를 작성하라는 요구를 거부하여 또다시 귀국이 불허된다.  2009년 한겨레신문에 '한강도 흐르고 다마가와도 흐르고'라는 회고록을 연재하였다.  이후 한일 고대사에 관한 저술 작업에 몰두하였다. 
2020년 가족들의 노력으로 한국 귀국이 거의 성사단계에 갔으나 이 또한 코로나 바이러스의 창궐로 무산되고 2021년 2월 16일 게이오대 유학 당시 하숙하던 요코하마시 히요시의 그 하숙집에서 부인과 가족이 지켜보는 가운데 폐렴 합병증으로 영면에 든다.

## 사후

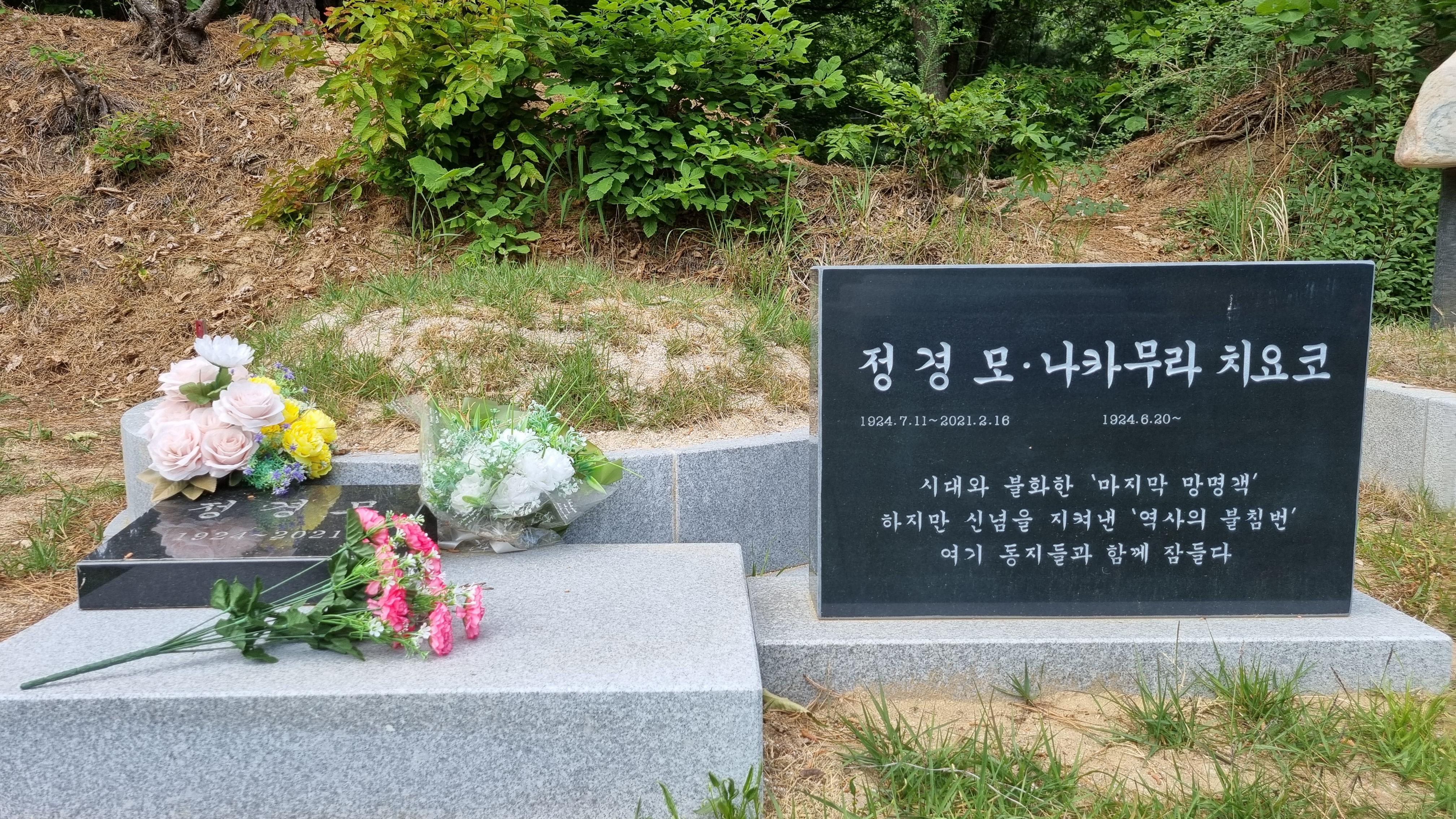
모란공원 정경모 묘지석

2021년 4월 2일 유구의 일부가 모란공원 (경기도 남양주시 화도읍 경춘로2110번길 8-102) 민주화열사 묘역에 안장된다.
2022년 4월 2일 4.2 공동성명 동지들인 문익환 유원호의 기존 묘를 이장하여 정경모 묘역에 같이 조성한다. 

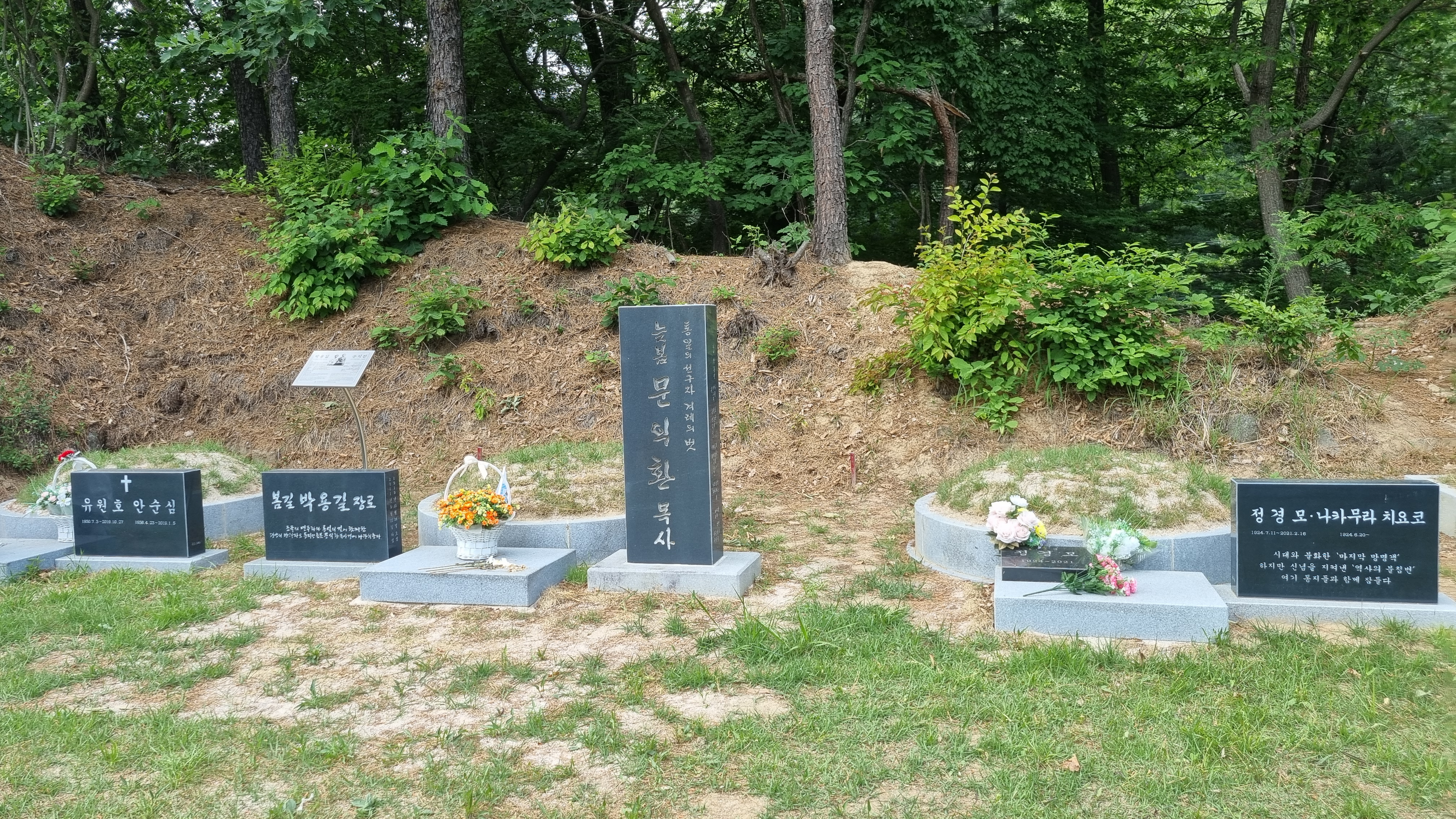
모란공원 민주화열사 묘역 내 문익환 정경모 유원호 묘소

## 저서
- [ある韓国人のこころ- 朝鮮統一の夜明けに] 朝日新聞社  1972 [어느 한국인의 마음-조선통일의 새벽에]
- [日本人と韓国] 新人物往来社 1974 [일본인과 한국]
- [韓国民衆と日本] 新人物往来社 1976 [한국민중과 일본]
- [岐路に立つ韓国 : 中間決算(朴射殺)後の行くすえ] 未来社 1980 [기로에 선 한국 : 중간결산 (박사살) 후의 미래]
- [日本を問う] 径書房 こみち双書 世界の本 [일본에 묻다] 1985
- 한국어판 [일본의 본질을 묻는다] 창비교양문고09  정경모 저 이호철 역  창작과비평사 1989
- [南北統一の夜明け 朝米関係の軌跡をたどる] 井上澄夫編 技術と人間 2001 [남북통일의 새벽 조미관계의 궤적을 더듬다]
- [찢겨진 산하] 거름 1992
- [이제 미국이 대답할 차례다] 한겨레신문사 2001
- [찢겨진 산하]  한겨레출판 재판 2002
- [시대의 불침번]  한겨레출판 2010
- 일본어판 [歴史の不寝番(ねずのばん) 亡命 韓国人の回想録] 鄭剛憲訳 藤原書店 2011

## 일역서
- [深夜 金芝河+富山妙子詩画集] 土曜美術社 1976 [심야 김지하 도야마 시화집]
- [夢が訪れる夜明け 文益煥獄中書簡集] 監訳 シアレヒム社 1986 [꿈이 방문한 새벽. 문익환 옥중서간집]
- ブルース・カミングス [朝鮮戦争の起源 解放と南北分断体制の出現] 全2巻 林哲、加地永都子 共訳 シアレヒム社 1989‐91　のち明石書店 브루스 커밍스 저 [조선전쟁의 기원. 해방과 남북분단체제의 출현]
- ギャヴァン・マコーマック[侵略の舞台裏 朝鮮戦争の真実] 金井和子共訳 シアレヒム社 1990. 가번 맥코맥 저  [침략의 무대뒤 조선전쟁의 진실]
- 李炳注 [クーデター 朴正煕とその時代] 吾郷洋子共訳　シアレヒム社 1993‐96. 이병주 저 [쿠데타 박정희와 그 시대]
- 黄晳暎 [張吉山] 全3巻 シアレヒム社 1994‐96. 황석영 저 [장길산.]
- 黄晳暎 [客人]  岩波書店 2004. 황석영 저 [손님]